# Castell de Rauric
El castell de Rauric estava situat al cim del turó on s'assenta el poble de Rauric, a la banda sud-oriental del terme municipal de Llorac (Conca de Barberà), d'aquest només queden alguns vestigis dels seus fonaments. És declarat bé cultural d'interès nacional.
La primera notícia documental que es té del castell de Rauric és del segle xii, quan en el testament de Pere de Queralt, de l'any 1167, llegà el seu Kastellum de Roderico a l'ordre de l'Hospital de Sant Joan de Jerusalem. Al darrer terç del segle xii es documenta el llinatge dels Rauric. En el fogatjament dels anys 1369-70 es té la notícia que el lloc de Rauric estava en mans de Dalmau de Queralt, senyor de Santa Coloma. Aquesta família des de finals del segle xvi ostentà el títol de comtes de Santa Coloma i mantingué el domini sobre Rauric fins a l'extinció de les senyories.